# Stepove, Tetiiv
Stepove (în ucraineană Степове) este o comună în raionul Tetiiv, regiunea Kiev, Ucraina, formată numai din satul de reședință.

## Demografie
Componența lingvistică a comunei Stepove
     Ucraineană (99,26%)
     Alte limbi (0,74%)
Conform recensământului din 2001, majoritatea populației comunei Stepove era vorbitoare de ucraineană (99,26%), existând în minoritate și vorbitori de alte limbi.